# Шан, Айше
Айше Шан, или Айша Шан (тур. Ayşe Şan; 1938, Диярбакыр, Турция — 1996, Измир, Турция) — турецкая певица курдского происхождения. Её считают наиболее значимой певицей в современной курдской музыке.

## Биография
Айше Шан родилась в 1938 году в курдском городе Диярбакыр в Турции. Отец был денгбежем (курд. dengbêj) (исполнителем курдских народных песен).
С 1958 году Айше исполняла песни на местных праздниках. После неудачного брака переехала в город Газиантеп, где записала турецкие песни для местной радиостанции. Впоследствии переехала в Стамбул в 1960 году. В этом городе певица выпустила свой первый курдоязычный альбом. В 1979 году посещала иракский Курдистан, где встретилась с такими известными певцами и музыкантами, как Мехмед Ариф Джизири и Тахсин Таха. С 1980-х годов поселилась в Лондоне, где работала в местном почтовом отделении вплоть до смерти. Умерла от рака.
Xerîbim Dayê — одна из самых известных ее песен. В ней рассказывается о смерти матери, печальной странице из жизни певицы.